# Eucharis turca
Eucharis turca är en stekelart som beskrevs av Nikol'skaya 1952. Eucharis turca ingår i släktet Eucharis och familjen Eucharitidae. Inga underarter finns listade i Catalogue of Life.